# Contador proporcional

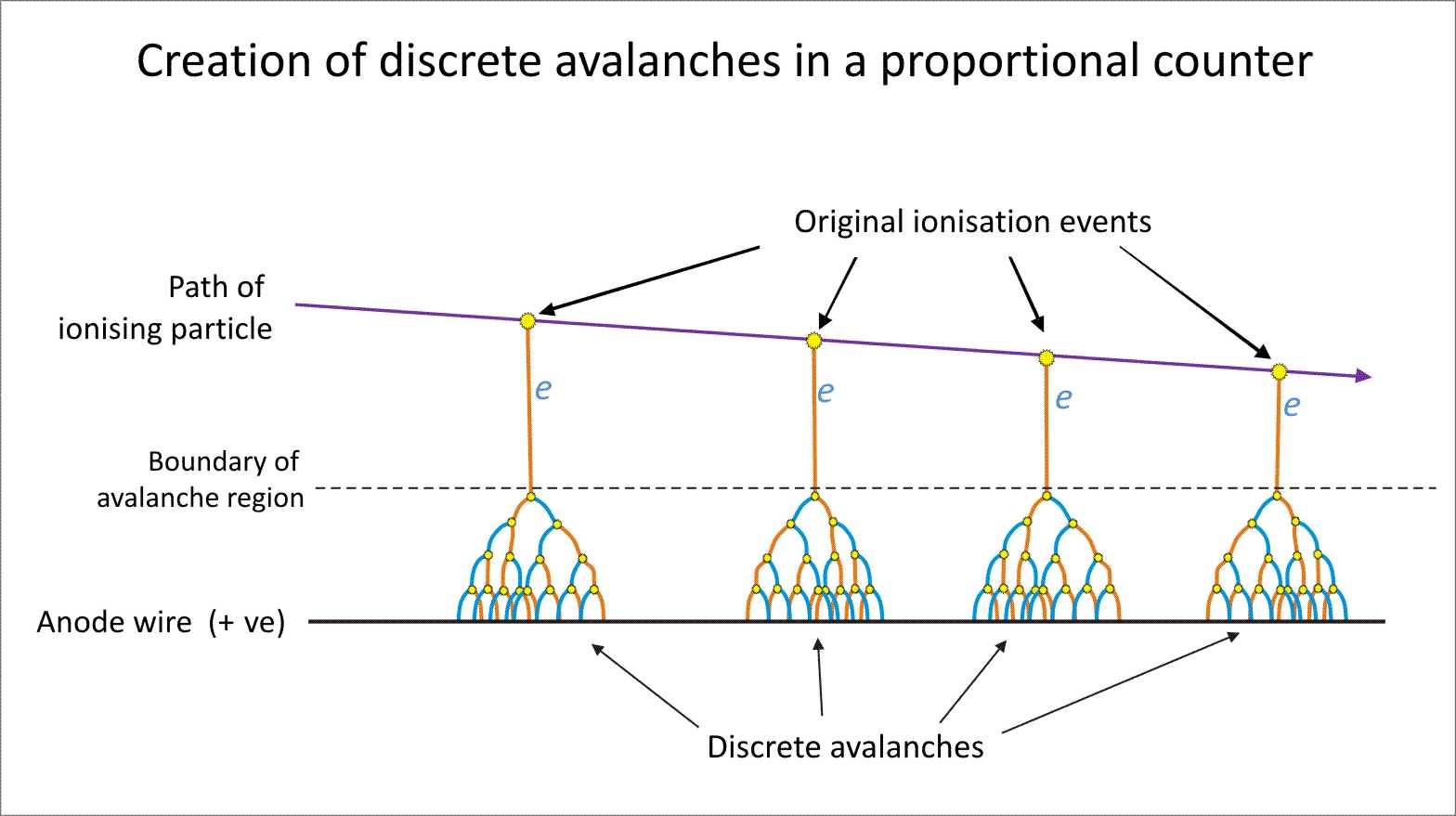
Visualización de avalanchas discretas en un contador proporcional.

Un contador proporcional es un detector de partículas ionizantes o radiación ionizante, por ejemplo rayos X, que también permite determinar su energía. Encuentra aplicación tanto en Física de Partículas, Física Nuclear o Astronomía de rayos-X.
Consiste en una caja de metal llena de un gas noble como argón o xenón, atravesada en su centro por un hilo conductor muy fino. El hilo (ánodo) se pone a una alta diferencia de potencial respecto a la caja (entre 300 y 800 Volts, región proporcional) de forma que un campo eléctrico atraviesa constantemente el gas.
Cuando una partícula ionizante, como un electrón, atraviesa el gas, libera electrones de sus átomos (ioniza los átomos) dejando atrás un ion positivamente cargado y un electrón libre. A su vez, cuando un rayo X atraviesa ese mismo gas, libera un electrón de las capas más interiores por efecto fotoeléctrico. En ambos casos, se generan electrones libres en el gas que son acelerados hacia el ánodo. Conforme ganan energía ( a diferencia de las cámaras de ionización simples, la diferencia de potencial usada en los contadores proporcionales es mucho mayor, por lo que los electrones acelerados hacia el ánodo tienen la energía suficiente para producir ionizaciones secundarias pero proporcionales, de ahí el nombre del equipo), causando una "cascada" electrónica. El número total de electrones que llegan al ánodo se mantiene, sin embargo, proporcional a la energía inicial de la partícula o del rayo X. La corriente eléctrica o el voltaje generados en el ánodo puede entonces medirse y digitalizarse. El voltaje o la carga son proporcionales a la energía de la partícula o el rayo X incidentes.
Cuando la diferencia de potencial entre el hilo y la caja es aún más elevada, se produce una avalancha de electrones, cuyo número cesa de ser proporcional a la energía de la partícula incidente. El detector consiguiente solo sirve para detectar la llegada de la partícula y no para medir su energía. Hablamos entonces de un contador Geiger.